# Rubalj
Rubalj (na ruskom 'pубль') je naziv novčane jedinice u Rusiji i Bjelorusiji. Isti naziv se koristio za novčanu jedinicu SSSR-a, ruskog carstva i nekoliko zemalja u okolini (Armenija, Gruzija itd.). Nakon raspada Sovjetskog Saveza, i Latvija je nakratko izdala vlastiti rubalj (rublis), ali ga je ubrzo zamijenila latsom. I Tadžikistan je nakon raspada Sovjetskog Saveza koristio vlastitu novčanu jedinicu po imenu rubalj, ali ga je 1999. godine zamijenio somonijem. 
Jedan rubalj se sastoji od 100 kopjejki (na ruskom 'копейка').
Rubalj se kao novčano sredstvo koristi već više od 500 godina. Nastao je u Novgorodu u 13. stoljeću i tada se sastojao od malih komada srebra od 200 ili 500 grama koji su se kasnije dijelili u manje komade zbog jednostavnije trgovine. Riječ ‚rubalj‘ dolazi od ruskog glagola „rubit'“ (рубить) koji znači sjeckati, i vjerojatno stoji u vezi sa sjekiricom kojom su se veći komadi srebra usitnjavali. Riječ ‚kopjejka‘ opet dolazi od riječi ‚kopjo‘ (koplje), zbog toga što je na naličju prvih srebrenih novčića bio prikazan konjanik s kopljem u ruci.

## Valute u optjecaju
- bjeloruski rubalj
- ruski rubalj
- pridnjestrovski rubalj

## Povijesne valute
- armenski rubalj
- letonski rubalj
- sovjetski rubalj
- tadžikistanski rubalj